# Przerzutnik typu RS
Przerzutnik typu RS – najprostszy rodzaj przerzutnika asynchronicznego. Można go wykonać zarówno z dwóch bramek logicznych NOR lub dwóch bramek logicznych NAND.
Ma on:
- 2 wejścia

Oznaczenie przerzutnika RS

Animowana interaktywna ilustracja multiwibratora bistabilnego na tranzystorach dyskretnych pracującego jako przerzutnik RS (sugerowane rezystancje: R1, R2 = 1 kΩ R3, R4 = 10 kΩ).

  - S (ang. Set) – wejście ustawiające,
  - R (ang. Reset) – wejście zerujące
- 2 wyjścia
  - {\displaystyle Q} – wyjście zwykłe,
  - {\displaystyle {\overline {Q}}} – wyjście zanegowane(stan przeciwny do wyjścia Q).

## Przerzutnik zbudowany na dwóchtranzystorach
Tablica stanów dla przerzutnika.
| S | R | {\displaystyle Q_{n}}   | {\displaystyle {\frac {\ }{Q_{n}}}}   |
| - | - | ----------------------- | ------------------------------------- |
| 0 | 0 | {\displaystyle Q_{n-1}} | {\displaystyle {\frac {\ }{Q_{n-1}}}} |
| 0 | 1 | 0                       | 1                                     |
| 1 | 0 | 1                       | 0                                     |
| 1 | 1 | –                       | –                                     |

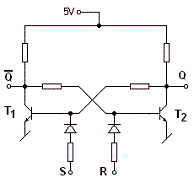
Przerzutnik tranzystorowy RS.

Stan w którym oba wejścia są w stanie wysokim jest stanem zabronionym. Jest on niezgodny z definicją stanów wyjściowych przerzutnika.

### Zasada działania

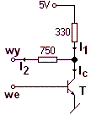
Klucz tranzystorowy

Przerzutnik ten jest zbudowany na bazie dwóch kluczy tranzystorowych.
Kiedy na wejście układu podany jest stan niski, wtedy tranzystor nie będzie przewodził. Dlatego gdy wejście układu jest niepodłączone, a wyjście nie jest obciążone, to napięcie wyjściowe jest równe napięciu zasilania.
Dla stanu wysokiego na wejściu (Uwe > 0,7 V) tranzystor wchodzi w nasycenie. Napięcie wyjściowe będzie wtedy równe spadkowi napięcia na tranzystorze. W stanie nasycenia jest on bardzo mały w stosunku do spadku napięcia na rezystorze 330Ω. Wyjście jest wtedy w stanie niskim (Uwy ≈ 0,1V). Ten fragment przerzutnika realizuje funkcję inwertera.
Dwa inwertery składające się na układ przerzutnika są połączone tak, aby wyjście każdego z nich było podane na wejście przeciwnego.
Taki układ ma dwa stany stabilne. To który stan ustali się po włączeniu zasilania zależy od niewielkich różnic w układach inwerterów.
Aby przenieść układ do drugiego stanu ustalonego należy wymusić wysokie lub niskie (w stosunku do UBE w stanie nasycenia) napięcie na bazie jednego z tranzystorów. W tym celu do baz tranzystorów podłącza się sygnały sterujące.

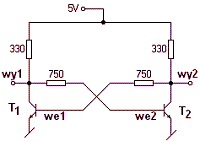
Schemat tranzystorowy.

Rezystory 1,5kΩ ograniczają prąd wejściowy, natomiast diody odcinają wejścia A i B, kiedy panuje na nich napięcie niższe, niż napięcie na bazach tranzystorów, dzięki temu stan niski na wejściach A, B nie zmienia stanu przerzutnika.
Stan niski na A i wysoki na B powoduje, że tranzystor T2 przewodzi, wtedy UWY2 jest w stanie niskim oraz UWY1 jest w stanie wysokim. Po zmianie stanu B na niski przerzutnik pozostaje w danym stanie stabilnym.
Podanie stanu wysokiego na oba wejścia sterujące spowoduje, że oba wyjścia będą w stanie niskim, ale po zmianie sygnałów sterujących układ powróci do stanu stabilnego.

Przerzutnik RS na bramkach NOR.

Przyjmijmy, że wyjście wy2 odpowiada wyjściu niezanegowanemu, a wy1 wejściu zanegowanemu. Wtedy wejście B wymuszające zero na wyjściu niezanegowanym nazwiemy wejściem resetującym, natomiast wejście A wejściem zapisującym (wymusza stan niski na wejściu zanegowanym).

## Przerzutnik zbudowany z dwóchbramek NOR
Tabela przedstawia zależność wyjść od stanu wejść. Qn−1 oznacza stan poprzedni (pamięć). W stanie zabronionym na obu wyjściach pojawia się logiczne 0.
| S | R | Qn              | Qn              |
| - | - | --------------- | --------------- |
| 0 | 0 | Qn−1            | Qn−1            |
| 0 | 1 | 0               | 1               |
| 1 | 0 | 1               | 0               |
| 1 | 1 | stan zabroniony | stan zabroniony |

## Przerzutnik zbudowany z dwóchbramek NAND

Przerzutnik z dwóch bramek NAND.

Tabela przedstawia zależność wyjść od stanu wejść. Wejścia przerzutnika z bramek NAND są zanegowane, co oznacza że stanem aktywnym jest logiczne 0. Qn−1 oznacza stan poprzedni (pamięć). W stanie zabronionym na obu wyjściach pojawia się logiczna 1.
| S | R | Qn              | Qn              |
| - | - | --------------- | --------------- |
| 0 | 0 | stan zabroniony | stan zabroniony |
| 0 | 1 | 1               | 0               |
| 1 | 0 | 0               | 1               |
| 1 | 1 | Qn−1            | Qn−1            |